# Wołomin (gromada)
Wołomin – dawna gromada, czyli najmniejsza jednostka podziału terytorialnego Polskiej Rzeczypospolitej Ludowej w latach 1954–1972.
Gromady, z gromadzkimi radami narodowymi (GRN) jako organami władzy najniższego stopnia na wsi, funkcjonowały od reformy reorganizującej administrację wiejską przeprowadzonej jesienią 1954 do momentu ich zniesienia z dniem 1 stycznia 1973, tym samym wypierając organizację gminną w latach 1954–1972.
Gromadę Wołomin z siedzibą GRN w mieście Wołominie (nie wchodzącym w jej skład) utworzono 1 stycznia 1969 w powiecie wołomińskim w woj. warszawskim z obszaru zniesionych gromad Duczki i Ossów w tymże powiecie.
1 stycznia składała się z 11 miejscowości: Duczki, Kobylak (obecnie Kobylak i Kobylak), Leśniakowizna, Lipinki, Nowe Grabie, Nowe Lipiny, Ossów, Stare Grabie, Stare Lipiny, Turów (obecnie Turów i Turów) i Zagościniec.
Gromada przetrwała do końca 1972 roku, czyli do kolejnej reformy gminnej. 1 stycznia 1973 w powiecie wołomińskim utworzono gminę Wołomin.